# Kozińce
Kozińce – wieś w Polsce położona w województwie podlaskim, w powiecie białostockim, w gminie Dobrzyniewo Duże.

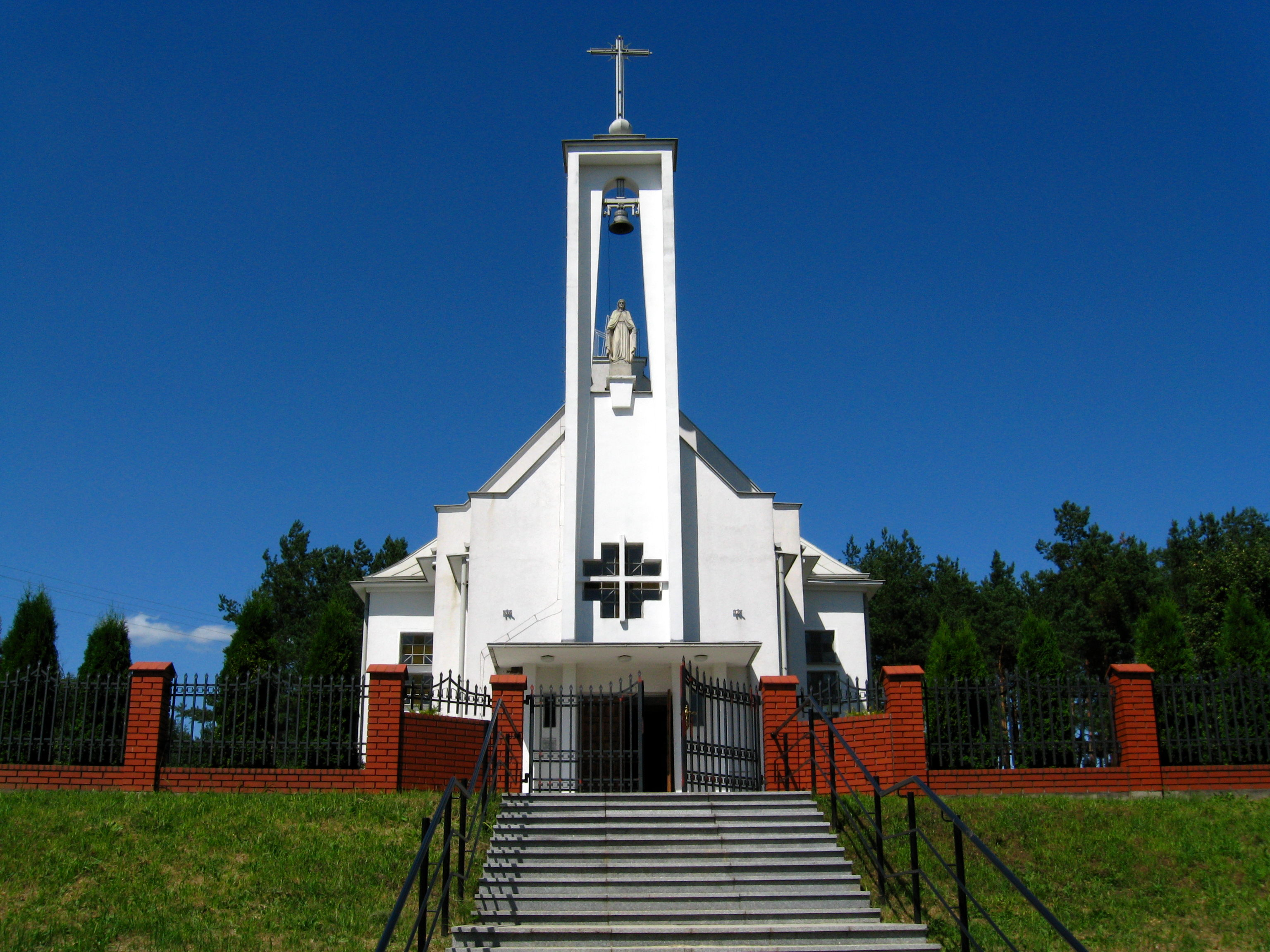
Kościół pw. NMP Nieustającej Pomocy

Wieś królewska w starostwie knyszyńskim w ziemi bielskiej województwa podlaskiego w 1795 roku. Po wojnie miejscowość była siedzibą gminy Obrubniki. W latach 1954–1972 wieś należała i była siedzibą władz gromady Kozińce. W latach 1975–1998 miejscowość administracyjnie należała do województwa białostockiego.
Miejscowość jest siedzibą parafii NMP Nieustającej Pomocy. W strukturze kościoła rzymskokatolickiego parafia należy do metropolii białostockiej, archidiecezji białostockiej, dekanatu Białystok – Bacieczki.